# Standard Catalog of World Coins
El Catálogo Estándar de Monedas Mundiales es una serie de catálogos numismáticos, comúnmente conocidos como los catálogos Krause. Son publicados por Krause Publications, una división de Active Interest Media.

## Visión general
Los volúmenes de cada siglo enumeran por fecha prácticamente todos los tipos de monedas, la mayoría de los cuales son fotografiados, con acuñación y otra información, además de valoraciones de mercado en hasta 5 grados. Los listados son por denominación en lugar de series, como en los catálogos de monedas mundiales anteriores. Los números patentados de Krause-Mishler (o KM) son ampliamente utilizados; En algunos países, se dan sistemas anteriores como Y (Yeoman) y C (Craig).
El formato del siglo a menudo se considera inconveniente y costoso para aquellos que recopilan geográficamente, y las listas de fechas se recortan en la marca del siglo. Originalmente cubriendo aproximadamente 1835 hasta la fecha, el catálogo principal (primera edición 1972) se convirtió en una obra anual del siglo XX, más volúmenes separados de los siglos XVII, XVIII y XIX que se revisan en un ciclo de tres años. A partir de la edición 34 (2007), los listados que abarcan 2001 hasta la fecha se incluyen en un catálogo separado del siglo XXI.
Los datos de los volúmenes por siglo se recopilan en ediciones especiales para soberanos Ingleses, oro, monedas alemanas y norteamericanas. Las ediciones de fantasías y medallones, que no aparecen en los otros catálogos, se tratan en una publicación llamada Unusual World Coins. También hay una publicación llamada Collecting World Coins que incluye solo monedas de los siglos XX y XXI que circulaban regularmente.
Las ediciones número 12 (1986) al 19 (1992) fueron diseñadas con tapas duras de dos volúmenes que cubren la fecha 1700; la edición número 13 (1987) es la última edición que incluye referencias cruzadas a Yeoman y Craig; la edición 23 (1996) es la última edición principal que cubre 1800- a la fecha; y la edición 33 (2006) es la última edición del siglo XX que incluye listados del siglo XXI.
Fueron lanzados a un precio de $ 73 y $ 85 ($ 25 para el catálogo más corto del siglo XXI) a menudo tienen descuentos y se pueden encontrar en muchas bibliotecas públicas. Las ediciones anteriores tienen grandes descuentos a pesar de que las revisiones entre ediciones en muchas áreas son mínimas. Tras la aparición de versiones de DVD sin licencia, los DVD se incluyeron con la cuarta edición 1601-1700, la 36.ª edición 1901-2000 y posiblemente otras, pero ahora se venden como un producto separado.
En 1975, el Catálogo constaba de un solo volumen con unas 1000 páginas. En 2007, se había expandido a un conjunto de cinco volúmenes con más de 6000 páginas en total.
Las primeras ediciones atribuyen la autoría al editor Chester L. Krause y Clifford Mishler, aunque a partir de la segunda edición, Colin R. Bruce II era el compilador principal real y se le otorga un título de editor o editor senior en ediciones posteriores. Según Coin World, Bruce fue el catalogador principal y editor de cada edición anual desde 1976 hasta 2007, y se jubiló en 2008. George S. Cuhaj es el editor actual, con Thomas Michael acreditado como analista de mercado, aunque Krause recopila las contribuciones de muchos expertos en recopilación y distribuidores.

## Edición
Ediciones más recientes, a noviembre de 2019.
Catálogo estándar de monedas del mundo
1. Catálogo estándar de monedas del mundo - 1601-1700, séptima edición, fecha de publicación 2018, Publicaciones de Krause, ISBN 978-1-4402-4857-3
2. Catálogo estándar de monedas del mundo - 1701–1800, séptima edición, fecha de publicación 2016, Publicaciones Krause, ISBN 978-1-4402-4706-4
3. Catálogo estándar de monedas del mundo - 1801-1900, novena edición, fecha de publicación 2019, Publicaciones Krause, ISBN 978-1-4402-4895-5
4. Catálogo estándar de monedas del mundo 2020-1901–2000, 47.ª edición, fecha de publicación 2019, Publicaciones Krause, ISBN 978-1-4402-4896-2
5. Catálogo estándar de 2020 de monedas del mundo - 2001 – Fecha, 14.ª edición, fecha de publicación 2019, Publicaciones de Krause, ISBN 978-1-4402-4897-9

Todo con copia digital disponible por separado.
Otros catálogos relacionados
- Collecting World Coins: Standard Catalog of Circulating Coinage - 1901-Present, 15.ª edición, fecha de publicación 2015, Krause Publications, ISBN 978-1-4402-4460-5
Copia digital disponible por separado.
- Catálogo estándar de monedas alemanas - 1501 – Presente, tercera edición, fecha de publicación 2011, Publicaciones de Krause, ISBN 978-1-4402-1402-8
Copia digital disponible por separado.
- Catálogo estándar de coronas y táleros del mundo: desde 1601 hasta la fecha, primera edición, fecha de publicación 1994, publicaciones de Krause, ISBN 978-0-8734-1211-7
- Catálogo estándar de monedas de oro del mundo: con ediciones de platino y paladio - 1601 hasta el presente, sexta edición, fecha de publicación 2009, Publicaciones de Krause, ISBN 978-1-4402-0424-1
Copia digital disponible por separado.
- Monedas del mundo inusuales, sexta edición, fecha de publicación 2011, Publicaciones de Krause, ISBN 978-1-4402-1702-9
Copia digital disponible por separado.